# Microsoft Mail
Microsoft Mail (o MSMail) fue el nombre dado a varios productos de correo electrónico de Microsoft para redes de área local, principalmente por dos arquitecturas: una para redes Macintosh, y otra para arquitectura PC basada en redes LAN. Todos fueron finalmente reemplazados por las líneas de productos de Exchange y Outlook.

## Redes Mac
El primer producto de Microsoft Mail fue introducido en 1988 para redes AppleTalk. Estaba basado en InterMail, un producto que Microsoft adquirió y actualizó. Un cliente de MS-DOS estuvo añadido para PCs en redes AppleTalk. Más tarde fue vendido para pasar a ser Quarterdeck Mail, después como Star Nine Mail, y mucho tiempo después ha sido descontinuado.

## Redes de PC
El segundo producto de Microsoft Mail, Microsoft Mail for PC Networks v2.1, fue introducido en 1991. Se basó en Red Courier, un sistema de correo electrónico en LAN producido por consumidores de software de Vancouver BC, el cual Microsoft había adquirido. Siguiendo la línea de lanzamientos de 1991, Microsoft lanzó su primera actualización importante como la versión 3.0, en 1992. Esta versión incluía la tecnología de Microsoft's first Global Address Book, y Microsoft Schedule Plus
Las versiones 3.0 a 3.5 incluían clientes de correo electrónico para MS-DOS, OS/2 1.31, Mac OS, Windows (ambos de 16 y 32 bits), separado del cliente Windows for Workgroups Mail, y un cliente remoto basado en DOS para utilizar durante las conexiones de acceso telefónico de módem pre-PPP/pre-SLIP. Una versión reducida de la PC-servidor basado en Microsoft Mail for PC Networks, fue incluido en Windows 95 y Windows NT 4.0. La última versión basada en esta arquitectura fue la 3,5; posteriormente, fue reemplazada por la de Microsoft Exchange Server, que se inició con la versión 4.0.
El software de cliente se llamaba también Microsoft Mail, y estuvo incluido en algunas versiones viejas de Microsoft Office como la versión 4.x. La Bandeja de entrada "original" (cliente Exchange o Windows Messaging) de Windows 95 también tuvo la capacidad para conectar a un servidor de Correo de Microsoft.
Microsoft Mail Server fue finalmente reemplazado por Microsoft Exchange; Microsoft Mail Client, Microsoft Exchange y Schedule Plus finalmente fueron reemplazados por Microsoft Outlook (Windows y Mac).

### Arquitectura de servidor
Microsoft Mail fue un sistema de correo compartido; la "oficina de correos" fue un pasivo de la base de datos de archivos que pueden residir en cualquier servidor de archivos. Los clientes utilizan las unidades de red y el uso compartido de archivos para escribir mensajes de correo a la oficina de correos. Los clientes también actuaban como Agentes de Transferencia de Mensajes (MTAs) para sus propias oficinas de correos, moviéndose alrededor de los mensajes en la oficina de correos según sea necesario, incluyendo la formación de las colas de mensajes para la entrega de salida a otras oficinas de correos, y el procesamiento de los mensajes en cola como llegar desde fuentes externas.

### Arquitectura de cliente
El manejo de los mensajes por parte del cliente seguía siendo incompatible a través de la vida del producto. Los clientes de MS-DOS, dialup, y Mac OS a la izquierda de los mensajes almacenados en el servidor; los clientes de Windows y OS/2 descargaban los mensajes en su lugar, utilizando un archivo local (MMF) como almacenamiento. Mientras que esto podría ser ubicado en un servidor de archivos, los diversos problemas de bloqueo de archivos significaron que a la vez, un solo usuario podría ingresar a su correo desde un solo ordenador.